# Виндавская улица (Москва)
Винда́вская улица — бывшая улица в Москве на территории нынешнего района Щукино.

## Происхождение названия
Виндавская улица была названа в начале XX века по проходящей поблизости Виндавской железной дороге (ныне Рижское направление Московской железной дороги); Виндава — официальное название города Вентспилс в Латвии до 1917 года).

## Описание
Первоначально проходила от ныне упразднённой Чеховской аллеи до Авиационной улицы. Официально упразднена, в реестре московских улиц уже не числится, но на некоторых картах ещё обозначается. До 1980-х годов на Виндавской улице было разворотное кольцо трамваев; оно ликвидировано при строительстве госпиталя, ныне Центральный клинический военный госпиталь ФСБ РФ. В это же время остановка трамваев «Виндавская улица» была переименована в «Диспансер».
В настоящее время представляет собой безымянную неосвещённую просеку в парке от трамвайной линии у улицы Академика Курчатова до Щукинской улицы. Сохранился также восточный отрезок улицы, внешне очень похожий на западный — в лесополосе левее Волоколамского шоссе восточнее улицы Академика Курчатова.